# Cylindilla inornata
Cylindilla inornata là một loài bọ cánh cứng trong họ Cerambycidae.